# Dansk Udenrigspolitisk Institut
Dansk Udenrigspolitisk Institut (DUPI) var en selvejende institution der blev oprettet ved lov i 1995.
Formålet med instituttet var at styrke forsknings-, udrednings- og informationsvirksomheden i Danmark om internationale forhold og dansk udenrigspolitik.
Instituttet blev nedlagt pr. 31. december 2002 og pr. 1. januar 2003 fusioneret ind i Dansk Institut for Internationale Studier (DIIS), oprettet ved lov nr. 411 af 6. juni 2002

## Udvalgt udgivelse
- Grønland under den kolde krig. Dansk og amerikansk sikkerhedspolitik 1945-1968, København: Dansk Udenrigspolitisk Institut, 1997, ISBN 87-601-6921-4, OL 309411M, Wikidata  Q103027198

## Ekstern henvisning
- Lov nr 411 af 06/06/2002. Lov om etablering af Dansk Center for Internationale Studier og Menneskerettigheder Arkiveret 18. februar 2007 hos  Wayback Machine

| Politik | Spire Denne artikel om politik og ideologi er en spire som bør udbygges. Du er velkommen til at hjælpe Wikipedia ved at udvide den. |